# Сборная Финляндии по футболу
Сбо́рная Финля́ндии по футбо́лу (фин. Suomen jalkapallomaajoukkue, швед. Finlands herrlandslag i fotboll) — национальная футбольная команда, представляющая Финляндию в международных матчах. Управляющая организация — Футбольная ассоциация Финляндии (фин. Suomen Palloliitto ry (SPL), швед. Finlands Bollförbund rf (FBF)).
По состоянию на 18 июля 2024 года сборная в рейтинге ФИФА занимает 63-е место, а в рейтинге УЕФА — 37-е место.
Сборная Финляндии никогда не выходила на чемпионаты мира, а первым международным турниром с её участием стал чемпионат Европы 2020 года.

## Тренер
После расторжения в июне 2015 года контракта с Миксу Паателайненом сборную до конца 2015 года возглавлял предыдущий тренер Маркку Канерва. 12 августа 2015 года было объявлено о назначении с 1 января 2016 года главным тренером сборной Финляндии шведского специалиста Ханса Бакке. Под руководством Бакке сборная провела 11 игр и не одержала ни одной победы; 11 декабря 2016 года было объявлено о его отставке, а также об очередном назначении на эту должность Маркку Канерва.

## История
Футбольный союз Финляндии был основан в 1907 году. Финляндия вошла в ФИФА в 1908 году, хотя и не была ещё полностью суверенным государством, а была Великим Княжеством, входившим в состав Российской империи. Футбол в Финляндии всегда уступал в популярности зимним видам спорта, лёгкой атлетике и авторалли, и вряд ли ситуация в скором времени кардинально изменится. Вплоть до 1970-х годов близость финнов с футболом ограничивалась в основном товарищескими матчами с северными соседями, и, хотя с тех пор они регулярно участвуют в отборочных турнирах чемпионатов мира и Европы, сборная особо не прогрессировала. Однако в 1980 и в 2008 годах Финляндия была близка к выходу в финальную часть чемпионата Европы.
В отборочном турнире к чемпионату мира 1998 года команда наиболее была близка к выходу из группы и попаданию в стыковые матчи, для этого нужно было в последнем туре отборочного турнира 11 октября 1997 года одолеть в домашней игре сборную Венгрии, но матч завершился ничьей 1:1, когда при счёте 1:0 на компенсированной минуте при розыгрыше углового финны пропустили нелепый автогол. Финляндия заняла третье место и никуда не попала. Поворотным моментом в истории финского футбола стал матч против Лихтенштейна 15 ноября 2019 года, после победы в котором (3:0) Финляндия впервые в своей истории оформила выход в финальную часть чемпионата Европы по футболу.12 июня 2021 года нападающий Йоэль Похьянпало забил победный мяч в ворота сборной Дании (1:0) на чемпионате Европы 2020 года. Это был первый гол в истории сборной Финляндии на чемпионатах Европы и мира, оказавшийся единственным у финнов на том турнире.
Лидером команды по количеству сыгранных матчей является Яри Литманен (137 матчей), а по количеству забитых голов является Теэму Пукки (42 гола).

## Статистика выступлений в официальных турнирах

### Чемпионат мира
| Финальные турниры | Финальные турниры                               | Финальные турниры                               | Финальные турниры                               | Финальные турниры                               | Финальные турниры                               | Финальные турниры                               | Финальные турниры                               | Финальные турниры                               | Финальные турниры                               |                      | Отборочные турниры   | Отборочные турниры   | Отборочные турниры   | Отборочные турниры   | Отборочные турниры   | Отборочные турниры   | Отборочные турниры |
| Год               | Результат                                       | Место                                           | И                                               | В                                               | Н                                               | П                                               | ГЗ                                              | ГП                                              | Составы                                         | Место                | И                    | В                    | Н                    | П                    | ГЗ                   | ГП                   |                    |
| ----------------- | ----------------------------------------------- | ----------------------------------------------- | ----------------------------------------------- | ----------------------------------------------- | ----------------------------------------------- | ----------------------------------------------- | ----------------------------------------------- | ----------------------------------------------- | ----------------------------------------------- | -------------------- | -------------------- | -------------------- | -------------------- | -------------------- | -------------------- | -------------------- | ------------------ |
| 1930              | Не принимала участия                            | Не принимала участия                            | Не принимала участия                            | Не принимала участия                            | Не принимала участия                            | Не принимала участия                            | Не принимала участия                            | Не принимала участия                            | Не принимала участия                            | Не принимала участия | Не принимала участия | Не принимала участия | Не принимала участия | Не принимала участия | Не принимала участия | Не принимала участия |                    |
| 1934              | Не принимала участия                            | Не принимала участия                            | Не принимала участия                            | Не принимала участия                            | Не принимала участия                            | Не принимала участия                            | Не принимала участия                            | Не принимала участия                            | Не принимала участия                            | Не принимала участия | Не принимала участия | Не принимала участия | Не принимала участия | Не принимала участия | Не принимала участия | Не принимала участия |                    |
| 1938              | Не прошла квалификацию                          | Не прошла квалификацию                          | Не прошла квалификацию                          | Не прошла квалификацию                          | Не прошла квалификацию                          | Не прошла квалификацию                          | Не прошла квалификацию                          | Не прошла квалификацию                          | Не прошла квалификацию                          | 4/4                  | 3                    | 0                    | 0                    | 3                    | 0                    | 7                    |                    |
| 1950              | Команда снялась с участия во время квалификации | Команда снялась с участия во время квалификации | Команда снялась с участия во время квалификации | Команда снялась с участия во время квалификации | Команда снялась с участия во время квалификации | Команда снялась с участия во время квалификации | Команда снялась с участия во время квалификации | Команда снялась с участия во время квалификации | Команда снялась с участия во время квалификации | 3/3* *               | 3                    | 0                    | 1                    | 2                    | 2                    | 12                   |                    |
| 1954              | Не прошла квалификацию                          | Не прошла квалификацию                          | Не прошла квалификацию                          | Не прошла квалификацию                          | Не прошла квалификацию                          | Не прошла квалификацию                          | Не прошла квалификацию                          | Не прошла квалификацию                          | Не прошла квалификацию                          | 3/3                  | 4                    | 0                    | 2                    | 2                    | 7                    | 13                   |                    |
| 1958              | Не прошла квалификацию                          | Не прошла квалификацию                          | Не прошла квалификацию                          | Не прошла квалификацию                          | Не прошла квалификацию                          | Не прошла квалификацию                          | Не прошла квалификацию                          | Не прошла квалификацию                          | Не прошла квалификацию                          | 3/3                  | 4                    | 0                    | 0                    | 4                    | 2                    | 19                   |                    |
| 1962              | Не прошла квалификацию                          | Не прошла квалификацию                          | Не прошла квалификацию                          | Не прошла квалификацию                          | Не прошла квалификацию                          | Не прошла квалификацию                          | Не прошла квалификацию                          | Не прошла квалификацию                          | Не прошла квалификацию                          | 3/3                  | 4                    | 0                    | 0                    | 4                    | 3                    | 12                   |                    |
| 1966              | Не прошла квалификацию                          | Не прошла квалификацию                          | Не прошла квалификацию                          | Не прошла квалификацию                          | Не прошла квалификацию                          | Не прошла квалификацию                          | Не прошла квалификацию                          | Не прошла квалификацию                          | Не прошла квалификацию                          | 4/4                  | 6                    | 1                    | 0                    | 5                    | 5                    | 20                   |                    |
| 1970              | Не прошла квалификацию                          | Не прошла квалификацию                          | Не прошла квалификацию                          | Не прошла квалификацию                          | Не прошла квалификацию                          | Не прошла квалификацию                          | Не прошла квалификацию                          | Не прошла квалификацию                          | Не прошла квалификацию                          | 4/4                  | 6                    | 1                    | 0                    | 5                    | 6                    | 28                   |                    |
| 1974              | Не прошла квалификацию                          | Не прошла квалификацию                          | Не прошла квалификацию                          | Не прошла квалификацию                          | Не прошла квалификацию                          | Не прошла квалификацию                          | Не прошла квалификацию                          | Не прошла квалификацию                          | Не прошла квалификацию                          | 3/4                  | 6                    | 1                    | 1                    | 4                    | 3                    | 21                   |                    |
| 1978              | Не прошла квалификацию                          | Не прошла квалификацию                          | Не прошла квалификацию                          | Не прошла квалификацию                          | Не прошла квалификацию                          | Не прошла квалификацию                          | Не прошла квалификацию                          | Не прошла квалификацию                          | Не прошла квалификацию                          | 3/4                  | 6                    | 2                    | 0                    | 4                    | 11                   | 16                   |                    |
| 1982              | Не прошла квалификацию                          | Не прошла квалификацию                          | Не прошла квалификацию                          | Не прошла квалификацию                          | Не прошла квалификацию                          | Не прошла квалификацию                          | Не прошла квалификацию                          | Не прошла квалификацию                          | Не прошла квалификацию                          | 5/5                  | 8                    | 1                    | 0                    | 7                    | 4                    | 27                   |                    |
| 1986              | Не прошла квалификацию                          | Не прошла квалификацию                          | Не прошла квалификацию                          | Не прошла квалификацию                          | Не прошла квалификацию                          | Не прошла квалификацию                          | Не прошла квалификацию                          | Не прошла квалификацию                          | Не прошла квалификацию                          | 4/5                  | 8                    | 3                    | 2                    | 3                    | 7                    | 12                   |                    |
| 1990              | Не прошла квалификацию                          | Не прошла квалификацию                          | Не прошла квалификацию                          | Не прошла квалификацию                          | Не прошла квалификацию                          | Не прошла квалификацию                          | Не прошла квалификацию                          | Не прошла квалификацию                          | Не прошла квалификацию                          | 3/4                  | 6                    | 1                    | 1                    | 4                    | 4                    | 16                   |                    |
| 1994              | Не прошла квалификацию                          | Не прошла квалификацию                          | Не прошла квалификацию                          | Не прошла квалификацию                          | Не прошла квалификацию                          | Не прошла квалификацию                          | Не прошла квалификацию                          | Не прошла квалификацию                          | Не прошла квалификацию                          | 5/6                  | 10                   | 2                    | 1                    | 7                    | 9                    | 18                   |                    |
| 1998              | Не прошла квалификацию                          | Не прошла квалификацию                          | Не прошла квалификацию                          | Не прошла квалификацию                          | Не прошла квалификацию                          | Не прошла квалификацию                          | Не прошла квалификацию                          | Не прошла квалификацию                          | Не прошла квалификацию                          | 3/5                  | 8                    | 3                    | 2                    | 3                    | 11                   | 12                   |                    |
| 2002              | Не прошла квалификацию                          | Не прошла квалификацию                          | Не прошла квалификацию                          | Не прошла квалификацию                          | Не прошла квалификацию                          | Не прошла квалификацию                          | Не прошла квалификацию                          | Не прошла квалификацию                          | Не прошла квалификацию                          | 3/5                  | 8                    | 3                    | 3                    | 2                    | 12                   | 7                    |                    |
| 2006              | Не прошла квалификацию                          | Не прошла квалификацию                          | Не прошла квалификацию                          | Не прошла квалификацию                          | Не прошла квалификацию                          | Не прошла квалификацию                          | Не прошла квалификацию                          | Не прошла квалификацию                          | Не прошла квалификацию                          | 4/7                  | 12                   | 5                    | 1                    | 6                    | 21                   | 19                   |                    |
| 2010              | Не прошла квалификацию                          | Не прошла квалификацию                          | Не прошла квалификацию                          | Не прошла квалификацию                          | Не прошла квалификацию                          | Не прошла квалификацию                          | Не прошла квалификацию                          | Не прошла квалификацию                          | Не прошла квалификацию                          | 3/6                  | 10                   | 5                    | 3                    | 2                    | 14                   | 14                   |                    |
| 2014              | Не прошла квалификацию                          | Не прошла квалификацию                          | Не прошла квалификацию                          | Не прошла квалификацию                          | Не прошла квалификацию                          | Не прошла квалификацию                          | Не прошла квалификацию                          | Не прошла квалификацию                          | Не прошла квалификацию                          | 3/5                  | 8                    | 2                    | 3                    | 3                    | 5                    | 9                    |                    |
| 2018              | Не прошла квалификацию                          | Не прошла квалификацию                          | Не прошла квалификацию                          | Не прошла квалификацию                          | Не прошла квалификацию                          | Не прошла квалификацию                          | Не прошла квалификацию                          | Не прошла квалификацию                          | Не прошла квалификацию                          | 5/6                  | 10                   | 2                    | 3                    | 5                    | 9                    | 13                   |                    |
| 2022              | Не прошла квалификацию                          | Не прошла квалификацию                          | Не прошла квалификацию                          | Не прошла квалификацию                          | Не прошла квалификацию                          | Не прошла квалификацию                          | Не прошла квалификацию                          | Не прошла квалификацию                          | Не прошла квалификацию                          | 3/5                  | 8                    | 3                    | 2                    | 3                    | 10                   | 10                   |                    |
| 2026              | Не прошла квалификацию                          | Не прошла квалификацию                          | Не прошла квалификацию                          | Не прошла квалификацию                          | Не прошла квалификацию                          | Не прошла квалификацию                          | Не прошла квалификацию                          | Не прошла квалификацию                          | Не прошла квалификацию                          | —                    |                      |                      |                      |                      |                      |                      |                    |
| Всего             | Лучший: —                                       | Участие: 0/22                                   |                                                 |                                                 |                                                 |                                                 |                                                 |                                                 | —                                               | Всего                | 138                  | 35                   | 25                   | 78                   | 145                  | 305                  |                    |

- * * — 2 октября 1949 года в Мальмё, сборная Швеции обыграла сборную Финляндии с разгромным счётом 8:1[10][11][12][13][14], а само ФИФА классифицировало игру как «товарищеский матч»[15][16] и в то же время некоторые источники приписывают матч к розыгрышу чемпионата Северной Европы[17][18]. Однако на веб-сайте ФИФА этот матч не включён ни в список матчей, ни в турнирную таблицу группы[19]. На веб-сайте RSSSF этот матч указан с пометкой «Швеция играла с командой B [Sweden played B-team]» и не указано положение в групповой турнирной таблицы[20]. Финляндия отказалась от участия в отборочном турнире, пока он ещё продолжался.

### Чемпионат Европы
| Финальные турниры | Финальные турниры      | Финальные турниры      | Финальные турниры      | Финальные турниры      | Финальные турниры      | Финальные турниры      | Финальные турниры      | Финальные турниры      | Финальные турниры      |                      | Отборочные турниры   | Отборочные турниры   | Отборочные турниры   | Отборочные турниры   | Отборочные турниры   | Отборочные турниры   | Отборочные турниры |
| Год               | Результат              | Место                  | И                      | В                      | Н                      | П                      | ГЗ                     | ГП                     | Составы                | Место                | И                    | В                    | Н                    | П                    | ГЗ                   | ГП                   |                    |
| ----------------- | ---------------------- | ---------------------- | ---------------------- | ---------------------- | ---------------------- | ---------------------- | ---------------------- | ---------------------- | ---------------------- | -------------------- | -------------------- | -------------------- | -------------------- | -------------------- | -------------------- | -------------------- | ------------------ |
| 1960              | Не принимала участия   | Не принимала участия   | Не принимала участия   | Не принимала участия   | Не принимала участия   | Не принимала участия   | Не принимала участия   | Не принимала участия   | Не принимала участия   | Не принимала участия | Не принимала участия | Не принимала участия | Не принимала участия | Не принимала участия | Не принимала участия | Не принимала участия |                    |
| 1964              | Не принимала участия   | Не принимала участия   | Не принимала участия   | Не принимала участия   | Не принимала участия   | Не принимала участия   | Не принимала участия   | Не принимала участия   | Не принимала участия   | Не принимала участия | Не принимала участия | Не принимала участия | Не принимала участия | Не принимала участия | Не принимала участия | Не принимала участия |                    |
| 1968              | Не прошла квалификацию | Не прошла квалификацию | Не прошла квалификацию | Не прошла квалификацию | Не прошла квалификацию | Не прошла квалификацию | Не прошла квалификацию | Не прошла квалификацию | Не прошла квалификацию | 4/4                  | 6                    | 0                    | 2                    | 4                    | 5                    | 12                   |                    |
| 1972              | Не прошла квалификацию | Не прошла квалификацию | Не прошла квалификацию | Не прошла квалификацию | Не прошла квалификацию | Не прошла квалификацию | Не прошла квалификацию | Не прошла квалификацию | Не прошла квалификацию | 4/4                  | 6                    | 0                    | 1                    | 5                    | 1                    | 16                   |                    |
| 1976              | Не прошла квалификацию | Не прошла квалификацию | Не прошла квалификацию | Не прошла квалификацию | Не прошла квалификацию | Не прошла квалификацию | Не прошла квалификацию | Не прошла квалификацию | Не прошла квалификацию | 4/4                  | 6                    | 0                    | 1                    | 5                    | 3                    | 13                   |                    |
| 1980              | Не прошла квалификацию | Не прошла квалификацию | Не прошла квалификацию | Не прошла квалификацию | Не прошла квалификацию | Не прошла квалификацию | Не прошла квалификацию | Не прошла квалификацию | Не прошла квалификацию | 3/4                  | 6                    | 2                    | 2                    | 2                    | 10                   | 15                   |                    |
| 1984              | Не прошла квалификацию | Не прошла квалификацию | Не прошла квалификацию | Не прошла квалификацию | Не прошла квалификацию | Не прошла квалификацию | Не прошла квалификацию | Не прошла квалификацию | Не прошла квалификацию | 4/4                  | 6                    | 0                    | 1                    | 5                    | 3                    | 14                   |                    |
| 1988              | Не прошла квалификацию | Не прошла квалификацию | Не прошла квалификацию | Не прошла квалификацию | Не прошла квалификацию | Не прошла квалификацию | Не прошла квалификацию | Не прошла квалификацию | Не прошла квалификацию | 4/4                  | 6                    | 1                    | 1                    | 4                    | 4                    | 10                   |                    |
| 1992              | Не прошла квалификацию | Не прошла квалификацию | Не прошла квалификацию | Не прошла квалификацию | Не прошла квалификацию | Не прошла квалификацию | Не прошла квалификацию | Не прошла квалификацию | Не прошла квалификацию | 4/5                  | 8                    | 1                    | 4                    | 3                    | 5                    | 8                    |                    |
| 1996              | Не прошла квалификацию | Не прошла квалификацию | Не прошла квалификацию | Не прошла квалификацию | Не прошла квалификацию | Не прошла квалификацию | Не прошла квалификацию | Не прошла квалификацию | Не прошла квалификацию | 4/6                  | 10                   | 5                    | 0                    | 5                    | 18                   | 18                   |                    |
| 2000              | Не прошла квалификацию | Не прошла квалификацию | Не прошла квалификацию | Не прошла квалификацию | Не прошла квалификацию | Не прошла квалификацию | Не прошла квалификацию | Не прошла квалификацию | Не прошла квалификацию | 3/5                  | 8                    | 3                    | 1                    | 4                    | 13                   | 13                   |                    |
| 2004              | Не прошла квалификацию | Не прошла квалификацию | Не прошла квалификацию | Не прошла квалификацию | Не прошла квалификацию | Не прошла квалификацию | Не прошла квалификацию | Не прошла квалификацию | Не прошла квалификацию | 4/5                  | 8                    | 3                    | 1                    | 4                    | 9                    | 10                   |                    |
| 2008              | Не прошла квалификацию | Не прошла квалификацию | Не прошла квалификацию | Не прошла квалификацию | Не прошла квалификацию | Не прошла квалификацию | Не прошла квалификацию | Не прошла квалификацию | Не прошла квалификацию | 4/8                  | 14                   | 6                    | 6                    | 2                    | 13                   | 7                    |                    |
| 2012              | Не прошла квалификацию | Не прошла квалификацию | Не прошла квалификацию | Не прошла квалификацию | Не прошла квалификацию | Не прошла квалификацию | Не прошла квалификацию | Не прошла квалификацию | Не прошла квалификацию | 4/6                  | 10                   | 3                    | 1                    | 6                    | 16                   | 16                   |                    |
| 2016              | Не прошла квалификацию | Не прошла квалификацию | Не прошла квалификацию | Не прошла квалификацию | Не прошла квалификацию | Не прошла квалификацию | Не прошла квалификацию | Не прошла квалификацию | Не прошла квалификацию | 4/6                  | 10                   | 3                    | 3                    | 4                    | 9                    | 10                   |                    |
| 2020              | Групповой этап         | 17 / 24                | 3                      | 1                      | 0                      | 2                      | 1                      | 3                      | Состав                 | 2/6                  | 10                   | 6                    | 0                    | 4                    | 16                   | 10                   |                    |
| 2024              | Не прошла квалификацию | Не прошла квалификацию | Не прошла квалификацию | Не прошла квалификацию | Не прошла квалификацию | Не прошла квалификацию | Не прошла квалификацию | Не прошла квалификацию | Не прошла квалификацию | 3/6*                 | 10                   | 6                    | 0                    | 4                    | 18                   | 10                   |                    |
| Всего             | Лучший: Групповой этап | Участие: 1/17          | 3                      | 1                      | 0                      | 2                      | 1                      | 3                      | —                      | Всего                | 125                  | 39                   | 24                   | 62                   | 144                  | 186                  |                    |

- * — проиграла выездной стыковой матч (матч плей-офф квалификации) против сборной Уэльса (4:1).

### Лига наций УЕФА
| Лига наций УЕФА | Лига наций УЕФА | Лига наций УЕФА | Лига наций УЕФА | Лига наций УЕФА | Лига наций УЕФА | Лига наций УЕФА | Лига наций УЕФА | Лига наций УЕФА | Лига наций УЕФА | Лига наций УЕФА | Лига наций УЕФА |
| Сезон           | Лига            | Группа          | Место           | И               | В               | Н               | П               | ГЗ              | ГП              | П/П             | ОР              |
| --------------- | --------------- | --------------- | --------------- | --------------- | --------------- | --------------- | --------------- | --------------- | --------------- | --------------- | --------------- |
| 2018/19         | C               | 2               | 1               | 6               | 4               | 0               | 2               | 5               | 3               | Rise            | 28              |
| 2020/21         | B               | 4               | 2               | 6               | 4               | 0               | 2               | 7               | 5               | =               | 21              |
| 2022/23         | B               | 3               | 2               | 6               | 2               | 2               | 2               | 8               | 6               | =               | 21              |
| 2024/25         | B               | 2               | 4               | 6               | 0               | 0               | 6               | 2               | 13              | Fall            | 32              |
| Итого           | Итого           | Итого           | Итого           | 24              | 10              | 2               | 12              | 22              | 27              | 21              | 21              |

### Олимпийские игры
| Олимпийские игры                                         | Олимпийские игры                                                        | Олимпийские игры                                                        | Олимпийские игры                                                        | Олимпийские игры                                                        | Олимпийские игры                                                        | Олимпийские игры                                                        | Олимпийские игры                                                        | Олимпийские игры                                                        | Олимпийские игры                                                        |
| Год                                                      | Результат                                                               | Место                                                                   | И                                                                       | В                                                                       | Н                                                                       | П                                                                       | ГЗ                                                                      | ГП                                                                      | Составы                                                                 |
| Как Великое княжество Финляндское                        | Как Великое княжество Финляндское                                       | Как Великое княжество Финляндское                                       | Как Великое княжество Финляндское                                       | Как Великое княжество Финляндское                                       | Как Великое княжество Финляндское                                       | Как Великое княжество Финляндское                                       | Как Великое княжество Финляндское                                       | Как Великое княжество Финляндское                                       | Как Великое княжество Финляндское                                       |
| -------------------------------------------------------- | ----------------------------------------------------------------------- | ----------------------------------------------------------------------- | ----------------------------------------------------------------------- | ----------------------------------------------------------------------- | ----------------------------------------------------------------------- | ----------------------------------------------------------------------- | ----------------------------------------------------------------------- | ----------------------------------------------------------------------- | ----------------------------------------------------------------------- |
| 1896                                                     | Футбольный турнир не проводился                                         | Футбольный турнир не проводился                                         | Футбольный турнир не проводился                                         | Футбольный турнир не проводился                                         | Футбольный турнир не проводился                                         | Футбольный турнир не проводился                                         | Футбольный турнир не проводился                                         | Футбольный турнир не проводился                                         | Футбольный турнир не проводился                                         |
| 1900                                                     | Не принимала участия                                                    | Не принимала участия                                                    | Не принимала участия                                                    | Не принимала участия                                                    | Не принимала участия                                                    | Не принимала участия                                                    | Не принимала участия                                                    | Не принимала участия                                                    | Не принимала участия                                                    |
| 1904                                                     | Не принимала участия                                                    | Не принимала участия                                                    | Не принимала участия                                                    | Не принимала участия                                                    | Не принимала участия                                                    | Не принимала участия                                                    | Не принимала участия                                                    | Не принимала участия                                                    | Не принимала участия                                                    |
| 1908                                                     | Не принимала участия                                                    | Не принимала участия                                                    | Не принимала участия                                                    | Не принимала участия                                                    | Не принимала участия                                                    | Не принимала участия                                                    | Не принимала участия                                                    | Не принимала участия                                                    | Не принимала участия                                                    |
| 1912                                                     | Матч за 3-е место                                                       | 4 / 12                                                                  | 4                                                                       | 2                                                                       | 0                                                                       | 2                                                                       | 5                                                                       | 16                                                                      | Состав                                                                  |
| С 4 декабря 1917 года Декларация независимости Финляндии |                                                                         |                                                                         |                                                                         |                                                                         |                                                                         |                                                                         |                                                                         |                                                                         |                                                                         |
| 1920                                                     | Не принимала участия                                                    | Не принимала участия                                                    | Не принимала участия                                                    | Не принимала участия                                                    | Не принимала участия                                                    | Не принимала участия                                                    | Не принимала участия                                                    | Не принимала участия                                                    | Не принимала участия                                                    |
| 1924                                                     | Не принимала участия                                                    | Не принимала участия                                                    | Не принимала участия                                                    | Не принимала участия                                                    | Не принимала участия                                                    | Не принимала участия                                                    | Не принимала участия                                                    | Не принимала участия                                                    | Не принимала участия                                                    |
| 1928                                                     | Не принимала участия                                                    | Не принимала участия                                                    | Не принимала участия                                                    | Не принимала участия                                                    | Не принимала участия                                                    | Не принимала участия                                                    | Не принимала участия                                                    | Не принимала участия                                                    | Не принимала участия                                                    |
| 1932                                                     | Футбольный турнир не проводился                                         | Футбольный турнир не проводился                                         | Футбольный турнир не проводился                                         | Футбольный турнир не проводился                                         | Футбольный турнир не проводился                                         | Футбольный турнир не проводился                                         | Футбольный турнир не проводился                                         | Футбольный турнир не проводился                                         | Футбольный турнир не проводился                                         |
| 1936                                                     | 1/8 финала                                                              | 14 / 16                                                                 | 1                                                                       | 0                                                                       | 0                                                                       | 1                                                                       | 3                                                                       | 7                                                                       | Состав                                                                  |
| 1948                                                     | Не принимала участия                                                    | Не принимала участия                                                    | Не принимала участия                                                    | Не принимала участия                                                    | Не принимала участия                                                    | Не принимала участия                                                    | Не принимала участия                                                    | Не принимала участия                                                    | Не принимала участия                                                    |
| 1952                                                     | 1/8 финала                                                              | 9 / 25                                                                  | 1                                                                       | 0                                                                       | 0                                                                       | 1                                                                       | 3                                                                       | 4                                                                       | Состав                                                                  |
| 1956                                                     | Не принимала участия                                                    | Не принимала участия                                                    | Не принимала участия                                                    | Не принимала участия                                                    | Не принимала участия                                                    | Не принимала участия                                                    | Не принимала участия                                                    | Не принимала участия                                                    | Не принимала участия                                                    |
| 1960                                                     | Не прошла квалификацию                                                  | Не прошла квалификацию                                                  | Не прошла квалификацию                                                  | Не прошла квалификацию                                                  | Не прошла квалификацию                                                  | Не прошла квалификацию                                                  | Не прошла квалификацию                                                  | Не прошла квалификацию                                                  | Не прошла квалификацию                                                  |
| 1964                                                     | Не прошла квалификацию                                                  | Не прошла квалификацию                                                  | Не прошла квалификацию                                                  | Не прошла квалификацию                                                  | Не прошла квалификацию                                                  | Не прошла квалификацию                                                  | Не прошла квалификацию                                                  | Не прошла квалификацию                                                  | Не прошла квалификацию                                                  |
| 1968                                                     | Не прошла квалификацию                                                  | Не прошла квалификацию                                                  | Не прошла квалификацию                                                  | Не прошла квалификацию                                                  | Не прошла квалификацию                                                  | Не прошла квалификацию                                                  | Не прошла квалификацию                                                  | Не прошла квалификацию                                                  | Не прошла квалификацию                                                  |
| 1972                                                     | Не прошла квалификацию                                                  | Не прошла квалификацию                                                  | Не прошла квалификацию                                                  | Не прошла квалификацию                                                  | Не прошла квалификацию                                                  | Не прошла квалификацию                                                  | Не прошла квалификацию                                                  | Не прошла квалификацию                                                  | Не прошла квалификацию                                                  |
| 1976                                                     | Не прошла квалификацию                                                  | Не прошла квалификацию                                                  | Не прошла квалификацию                                                  | Не прошла квалификацию                                                  | Не прошла квалификацию                                                  | Не прошла квалификацию                                                  | Не прошла квалификацию                                                  | Не прошла квалификацию                                                  | Не прошла квалификацию                                                  |
| 1980                                                     | Групповой этап                                                          | 9 / 16                                                                  | 3                                                                       | 1                                                                       | 1                                                                       | 1                                                                       | 3                                                                       | 2                                                                       | Состав                                                                  |
| 1984                                                     | Не прошла квалификацию                                                  | Не прошла квалификацию                                                  | Не прошла квалификацию                                                  | Не прошла квалификацию                                                  | Не прошла квалификацию                                                  | Не прошла квалификацию                                                  | Не прошла квалификацию                                                  | Не прошла квалификацию                                                  | Не прошла квалификацию                                                  |
| 1988                                                     | Не прошла квалификацию                                                  | Не прошла квалификацию                                                  | Не прошла квалификацию                                                  | Не прошла квалификацию                                                  | Не прошла квалификацию                                                  | Не прошла квалификацию                                                  | Не прошла квалификацию                                                  | Не прошла квалификацию                                                  | Не прошла квалификацию                                                  |
| Начиная с 1992                                           | Олимпийский футбол стал турниром среди игроков-юношей не старше 23 лет. | Олимпийский футбол стал турниром среди игроков-юношей не старше 23 лет. | Олимпийский футбол стал турниром среди игроков-юношей не старше 23 лет. | Олимпийский футбол стал турниром среди игроков-юношей не старше 23 лет. | Олимпийский футбол стал турниром среди игроков-юношей не старше 23 лет. | Олимпийский футбол стал турниром среди игроков-юношей не старше 23 лет. | Олимпийский футбол стал турниром среди игроков-юношей не старше 23 лет. | Олимпийский футбол стал турниром среди игроков-юношей не старше 23 лет. | Олимпийский футбол стал турниром среди игроков-юношей не старше 23 лет. |
| Итого                                                    | Лучший: Матч за 3-е место                                               | Участие: 4/19                                                           | 9                                                                       | 3                                                                       | 1                                                                       | 5                                                                       | 14                                                                      | 29                                                                      | —                                                                       |

### Чемпионат Северной Европы
| Чемпионат Северной Европы по футболу | Чемпионат Северной Европы по футболу | Чемпионат Северной Европы по футболу | Чемпионат Северной Европы по футболу | Чемпионат Северной Европы по футболу | Чемпионат Северной Европы по футболу | Чемпионат Северной Европы по футболу | Чемпионат Северной Европы по футболу | Чемпионат Северной Европы по футболу |
| Год                                  | Результат                            | Место                                | И                                    | В                                    | Н                                    | П                                    | ГЗ                                   | ГП                                   |
| ------------------------------------ | ------------------------------------ | ------------------------------------ | ------------------------------------ | ------------------------------------ | ------------------------------------ | ------------------------------------ | ------------------------------------ | ------------------------------------ |
| 1924/28                              | Не принимала участия                 | Не принимала участия                 | Не принимала участия                 | Не принимала участия                 | Не принимала участия                 | Не принимала участия                 | Не принимала участия                 | Не принимала участия                 |
| 1929/32                              | Четвёртое место                      | 4 / 4                                | 12                                   | 2                                    | 2                                    | 8                                    | 23                                   | 52                                   |
| 1933/36                              | Четвёртое место                      | 4 / 4                                | 12                                   | 3                                    | 1                                    | 8                                    | 18                                   | 36                                   |
| 1937/47                              | Четвёртое место                      | 4 / 4                                | 12                                   | 1                                    | 1                                    | 10                                   | 12                                   | 51                                   |
| 1948/51                              | Четвёртое место                      | 4 / 4                                | 12                                   | 1                                    | 3                                    | 8                                    | 11                                   | 28                                   |
| 1952/55                              | Четвёртое место                      | 4 / 4                                | 12                                   | 1                                    | 1                                    | 10                                   | 13                                   | 53                                   |
| 1956/59                              | Четвёртое место                      | 4 / 4                                | 12                                   | 0                                    | 1                                    | 11                                   | 8                                    | 44                                   |
| 1960/63                              | Четвёртое место                      | 4 / 4                                | 12                                   | 2                                    | 2                                    | 8                                    | 14                                   | 37                                   |
| 1964/67                              | Бронзовый призёр                     | 3 / 4                                | 12                                   | 5                                    | 2                                    | 5                                    | 14                                   | 17                                   |
| 1968/71                              | Четвёртое место                      | 4 / 4                                | 12                                   | 0                                    | 4                                    | 8                                    | 10                                   | 31                                   |
| 1972/77                              | Четвёртое место                      | 4 / 4                                | 12                                   | 1                                    | 4                                    | 7                                    | 10                                   | 26                                   |
| 1978/80                              | Четвёртое место                      | 4 / 4                                | 6                                    | 0                                    | 2                                    | 4                                    | 3                                    | 12                                   |
| 1981/85                              | Четвёртое место                      | 4 / 4                                | 6                                    | 1                                    | 1                                    | 4                                    | 7                                    | 11                                   |
| 2000/01                              | Чемпион                              | 1 / 6                                | 5                                    | 4                                    | 0                                    | 1                                    | 7                                    | 3                                    |
| Всего                                | Лучший: Чемпион (1 титул)            | Участие: 13/14                       | 137                                  | 21                                   | 24                                   | 92                                   | 150                                  | 401                                  |

## Достижения
- Чемпионат Северной Европы:
  - Победитель: 2000/01[англ.]
  - Бронзовый призёр: 1967[англ.]

- Балтийский Кубок:
  - Серебряный призёр: 2012[англ.]
  - Бронзовый призёр: 2014[англ.]

- Кубок короля Таиланда:
  - Серебряный призёр (2): 2000[англ.], 2013

## Стадион
Сборная Финляндии проводит домашние матчи на Олимпийском стадионе Хельсинки, где также проводились большинство соревнований на Олимпийских играх 1952 года. На данный момент стадион вмещает 40 тысяч зрителей.

## Прозвище сборной и её талисман
Финская сборная получила прозвище «филины» после того, как 6 июня 2007 года во время домашнего матча против Бельгии в рамках квалификации к Евро-2008 на стадион залетел филин, которому финны дали кличку «Буби». Филин уселся на воротах хозяев поля, и игроки обеих команд вместе с судьёй безуспешно пытались согнать птицу с ворот, хотя зрители просили не делать этого. Буби пробыл на поле 6 минут, после чего улетел обратно. В том матче финны победили 2:0, и говорили, что птица следила за игрой национальной сборной и улетела после того, как убедилась в победе хозяев. С этого момента филина Буби считают талисманом сборной Финляндии, а в 2007 году Буби был назван «гражданином года» в Хельсинки.

## Текущий состав
Следующие игроки были вызваны в состав сборной главным тренером Маркку Канервой для участия в матчах Лиги наций УЕФА сезона 2024/25 против сборных Ирландии (14 ноября 2024) и Греции (17 ноября 2024).
Игры и голы приведены по состоянию на 17 ноября 2024 года:
| 1  | Вр  | Лукаш Градецкий    | 24 ноября 1989 (35 лет)   | 97  | -116 | Байер 04              |  |  |
| 12 | Вр  | Ессе Йоронен       | 21 марта 1993 (32 года)   | 20  | -25  | Венеция               |  |  |
| 23 | Вр  | Карлйохан Эрикссон | 25 апреля 1995 (30 лет)   | 1   | 0    | Сарпсборг 08          |  |  |
|    |     |                    |                           |     |      |                       |  |  |
| 2  | Защ | Даниэль О’Шонесси  | 14 сентября 1994 (30 лет) | 23  | 1    | ХИК                   |  |  |
| 3  | Защ | Юхани Пиккарайнен  | 30 июля 1998 (26 лет)     | 1   | 0    | Ильвес                |  |  |
| 4  | Защ | Роберт Иванов      | 19 сентября 1994 (30 лет) | 35  | 0    | Айнтрахт (Брауншвейг) |  |  |
| 5  | Защ | Артту Хосконен     | 16 апреля 1997 (28 лет)   | 17  | 1    | Краковия              |  |  |
| 13 | Защ | Туомас Оллила      | 25 апреля 2000 (25 лет)   | 4   | 0    | Париж                 |  |  |
| 15 | Защ | Миро Тенхо         | 2 апреля 1995 (30 лет)    | 5   | 0    | Юргорден              |  |  |
| 17 | Защ | Николай Алхо       | 12 марта 1993 (32 года)   | 40  | 0    | Астерас               |  |  |
| 18 | Защ | Йере Уронен        | 13 июля 1994 (30 лет)     | 70  | 1    | Шарлотт               |  |  |
| 22 | Защ | Илмари Нисканен    | 12 октября 1997 (27 лет)  | 23  | 1    | Эксетер Сити          |  |  |
|    |     |                    |                           |     |      |                       |  |  |
| 6  | ПЗ  | Глен Камара        | 28 октября 1995 (29 лет)  | 65  | 2    | Ренн                  |  |  |
| 8  | ПЗ  | Робин Лод          | 17 апреля 1993 (32 года)  | 74  | 6    | Миннесота Юнайтед     |  |  |
| 11 | ПЗ  | Онни Валакари      | 18 августа 1999 (25 лет)  | 11  | 1    | АИК                   |  |  |
| 14 | ПЗ  | Каан Кайринен      | 22 декабря 1998 (26 лет)  | 19  | 0    | Спарта (Прага)        |  |  |
| 16 | ПЗ  | Урхо Ниссиля       | 4 апреля 1996 (29 лет)    | 15  | 0    | Академия Пушкаша      |  |  |
| 19 | ПЗ  | Ансси Сухонен      | 14 января 2001 (24 года)  | 8   | 0    | Гамбург               |  |  |
| 21 | ПЗ  | Даниэль Хоканс     | 26 октября 2000 (24 года) | 10  | 4    | Лех (Познань)         |  |  |
|    |     |                    |                           |     |      |                       |  |  |
| 7  | Нап | Оливер Антман      | 15 августа 2001 (23 года) | 18  | 6    | Гоу Эхед Иглз         |  |  |
| 9  | Нап | Беньямин Кельман   | 17 июня 1998 (26 лет)     | 27  | 7    | Краковия              |  |  |
| 10 | Нап | Теэму Пукки        | 29 марта 1990 (35 лет)    | 127 | 42   | Миннесота Юнайтед     |  |  |
| 20 | Нап | Йоэль Похьянпало   | 13 сентября 1994 (30 лет) | 77  | 16   | Венеция               |  |  |

## Статистика

### Игроки с наибольшим количеством матчей за сборную
| # | Футболист         | Период     | Матчи | Мячи |
| - | ----------------- | ---------- | ----- | ---- |
| 1 | Яри Литманен      | 1989—2010  | 137   | 32   |
| 2 | Теэму Пукки       | 2009—н. в. | 129   | 42   |
| 3 | Сами Хююпия       | 1992—2010  | 106   | 5    |
| 3 | Юнатан Юханссон   | 1996—2010  | 106   | 22   |
| 5 | Ари Хьельм        | 1983—1996  | 100   | 20   |
| 6 | Лукаш Градецкий   | 2010—н. в. | 99    | 0    |
| 7 | Йоонас Колкка     | 1994—2010  | 98    | 11   |
| 8 | Микаэль Форсселль | 1999—2014  | 87    | 29   |
| 9 | Эркка Петяя       | 1983—1994  | 84    | 0    |
| 9 | Тим Спарв         | 2009—2021  | 84    | 1    |

### Лучшие бомбардиры сборной Финляндии
| # | Футболист         | Период     | Мячи | Матчи |
| - | ----------------- | ---------- | ---- | ----- |
| 1 | Теэму Пукки       | 2009—н. в. | 42   | 129   |
| 2 | Яри Литманен      | 1987—2010  | 32   | 137   |
| 3 | Микаэль Форсселль | 1999—2014  | 29   | 87    |
| 4 | Юнатан Юханссон   | 1996—2010  | 22   | 105   |
| 5 | Ари Хьельм        | 1983—1996  | 20   | 100   |
| 6 | Миксу Паателайнен | 1986—2000  | 18   | 70    |
| 7 | Вернер Эклёф      | 1919—1927  | 17   | 32    |
| 7 | Йоэль Похьянпало  | 2012—н. в. | 17   | 79    |
| 9 | Аулис Копонен     | 1924—1935  | 16   | 39    |
| 9 | Гуннар Острём     | 1923—1937  | 16   | 44    |

## Форма
Поставщик формы — компания Nike, которая пришла на замену Adidas, поставлявшему форму финской сборной в 1979—2014 годах.

### Домашняя
| 1992      | 2002      | 2006       | 2008—2009 | 2010 | 2010 (второй комплект) | 2012 | 2014—2015 | 2016 | 2016—2018 | 2018—2020 |
| Евро-2020 | 2022—2025 | 2025—н. в. |           |      |                        |      |           |      |           |           |

### Гостевая
| 1992      | 2002      | 2006       | 2008—2009 | 2010 | 2010 (второй комплект) | 2012 | 2014—2015 | 2016 | 2016—2018 | 2018—2020 |
| Евро-2020 | 2022—2025 | 2025—н. в. |           |      |                        |      |           |      |           |           |

Источники:,